# Suchá Hora (Ort)
Suchá Hora (wörtlich: Trockener Berg; ungarisch Szuhahora, polnisch Sucha Góra Orawska) ist eine Gemeinde in der Nordslowakei.

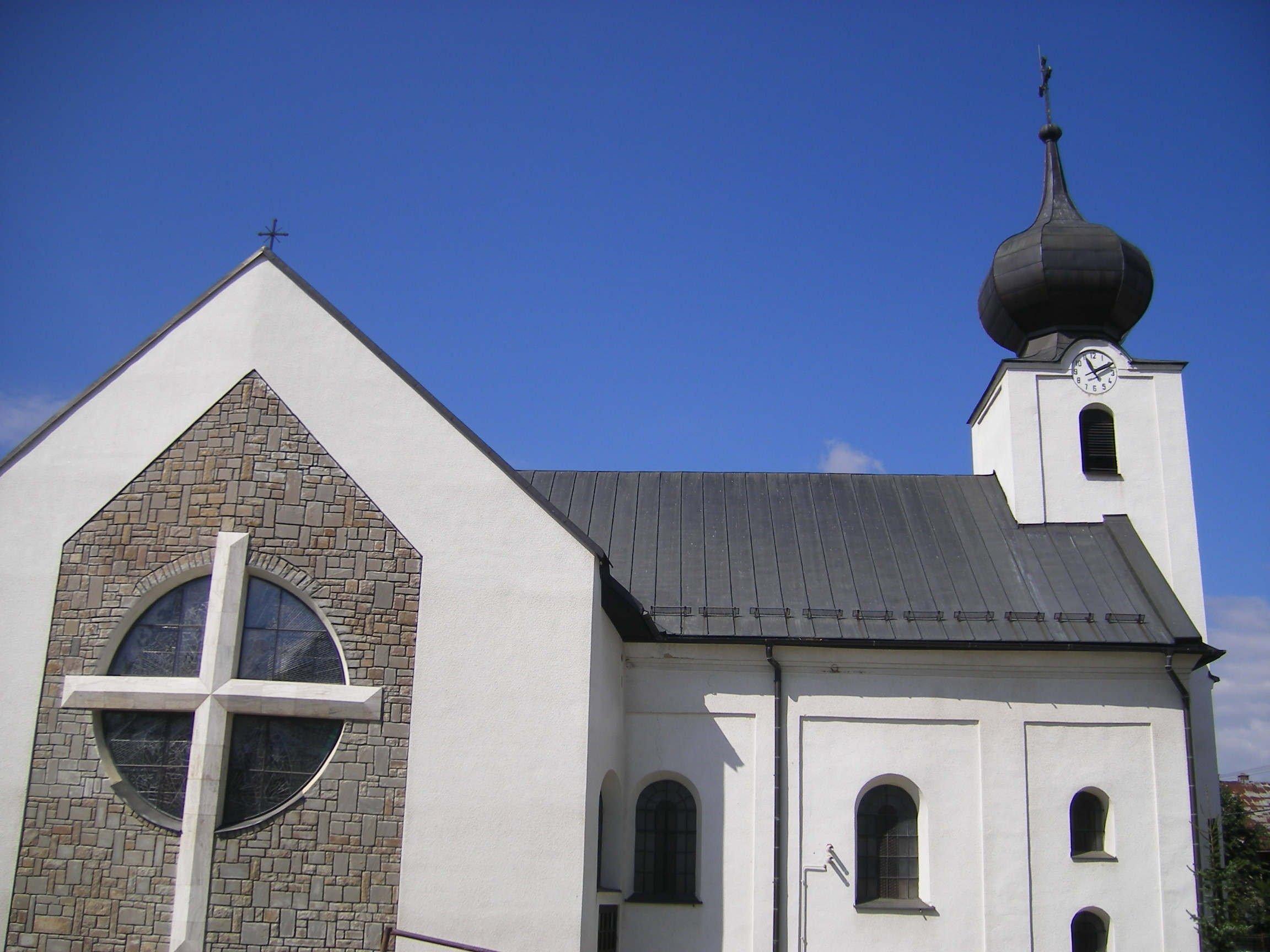
Blick auf die Kirche im Ort

## Lage
Die Gemeinde liegt in der Oravská kotlina, einige Kilometer nördlich der Tatra und befindet sich direkt an der slowakisch-polnischen Grenze, die 1 km östlich des Ortszentrums liegt. Die slowakische Stadt Trstená liegt 13 km nach Westen, die polnische Stadt Zakopane 20 km nach Südosten.

## Geschichte
Die ursprünglich von Walachen bewohnte Ort wurde 1561 von Thurzos gegründet und als Ztarahora erwähnt. Der heutige Name wurde Ende 16. Jahrhundert erwähnt.
Im 19. Jahrhundert wurde Slowakisch die Sprache der Kirche und der Schule, aber die lokalen Goralen sprechen bis heute Goralisch, einen polnischstämmigen Dialekt. Im Jahre 1897 begannen polnische Aktivisten nationale Agitation. Im Jahre 1910 folgte die ungarische Verwaltung erstmals in der Volkszählung der polnischen Bitte und Goralisch wurde als Polnisch betrachtet. In diesem Jahre hatte das Dorf 683 Einwohner, davon 13 ungarischsprachige, 3 deutschsprachige, 36 slowakischsprachige, 631 anderssprachige (polnischsprachig, 92,4 %), 670 römisch-katholische, 12 israelitische.
Nach dem Zerfall von Österreich-Ungarn nach dem Ersten Weltkrieg war die Staatszugehörigkeit des Orts zwischen der neu entstandenen Tschechoslowakei und Polen umstritten. Vom 20. Juli 1920 bis zum 3. Juni 1924 (ausgetauscht gegen den tschechoslowakischen Teil des Dorfes Lipnica Wielka/Dolná Lipnica, Nižná Lipnica) und dann noch einmal im Zeitraum Herbst 1938–Herbst 1939 gehörte der Ort zu Polen (siehe auch Tschechoslowakisch-polnische Grenzkonflikte, Gebiet Nr. 4). In der polnischen Volkszählung aus dem Jahre 1921 hatte die Gemeinde Głódówka 178 Häuser mit 636 Einwohnern, davon 610 Polen, 26 anderer Nationalität (meistens Slowaken), 627 römisch-katholische, 9 israelitische.

## Bevölkerung
| Jahr                | 1994 | 2004     | 2014    | 2024    |
| ------------------- | ---- | -------- | ------- | ------- |
| Anzahl der Personen | 1145 | 1291     | 1404    | 1483    |
| Unterschied         |      | +12,75 % | +8,75 % | +5,62 % |

| Jahr                | 2023 | 2024    |
| ------------------- | ---- | ------- |
| Anzahl der Personen | 1479 | 1483    |
| Unterschied         |      | +0,27 % |